# حملة كلنا عيال تسعة

شعار حملة كلنا عيال تسعة

كلنا عيال تسعة (بالإنجليزية:  We are all children of nine)‏ أو (we are all equal)هي حملة مناهضة للعنصرية العرقية والسلالية التي تجعل الكل سواء وتدعو إلى المساواة أطلقت في اليمن في 9 فبراير 2014 م عندما خطب الحوثي أنهم سلاله مقدسة والباقي سلاله خدم وهذا الوسم إشارة إلى أن جميع البشر هم أبناء تسعة أشهر وبالتالي فأنهم جميعاً متساويين.

## شعار الحملة
يتكون شعار الحملة من تصميم مستطيل الشكل باللون السماوي يتوسطه كف بخمسة أصابع بلونها الأسود وبداخلها كف أخرى بأربعة أصابع باللون السماوي قام بتصميم الشعار المصمم والفنان سمير محمد على صفحته في موقع التواصل الاجتماعي فيسبوك، وقد طرأت على الشعار بعض التعديلات مثل حذف خريطة اليمن لجعله معبرا عن كل أنواع العنصرية وعدم حصره باليمن، ويرمز الشعار إلى حقيقة أن الناس ولدو متساوين، وانتشر شعار الحملة بشكل كبير على مواقع التواصل الاجتماعي، وقد أطلق الحملة مؤسسها المحامي خالد الانسي الناشط السياسي اليمني والعضو السابق في حزب التجمع اليمني للإصلاح بعد لقاء جمعه بالناشط السياسي على البخيتي ممثل جماعة الحوثي في مؤتمر الحوار الوطني، على قناة الجزيرة في برنامج الاتجاه المعاكس 

## اسباب اطلاق الحملة
يرى مراقبون ان إطلاق تلك الحملة جاء بعد تنامي التفرقة العنصرية السلالية والطائفية في اليمن وخاصة في خلال السنوات الأخيرة وخاصةً بعد دعوات وخطابات ألقاها عبد الملك الحوثي زعيم الحوثيين (انصار الله) في اليمن لوح فيها بأن احقيه الولاية والحكم يجب ان تكون في سلالة أبناء علي بن أبو طالب لانهم من احفاد فاطمة وفاطمة بنت النبي ولا يحق لغيرهم بالحكم في أي بقعة إسلاميه سوى في اليمن أو غير دوله إلا في هذه السلالة الأمر الذي اعتبره البعض تفرقة عنصرية عرقية.
والعداء الشديد لحزبه لجماعة أنصار الله.

## أهداف الحملة
هدف الحملة هو الدعوة إلى المساواة الاجتماعية وإسقاط العنصرية التي تمارس في اليمن ولها تسع صور هي:-
1. عنصرية على أساس عرقي (سلاليه).
2. عنصرية على أساس القبيلة (قبلية).
3. عنصرية على أساس المعتقد (مذهبية).
4. عنصرية على أساس الجنس.
5. عنصرية على أساس اللون.
6. عنصرية على أساس الجغرافيا.
7. عنصرية على أساس الطبقة.
8. عنصرية على أساس المهنة.
9. عنصرية على أساس الثروة.